# Aechmea polyantha
Aechmea polyantha là một loài thực vật có hoa trong họ Bromeliaceae. Loài này được E.Pereira & Reitz mô tả khoa học đầu tiên năm 1974.